# Оферта
Офе́рта (від лат. offero — пропоную) — пропозиція певній стороні укласти договір з урахуванням викладених умов. Може мати письмову або усну форму. Оферта вважається прийнятою після її акцепту.
Прийняття (акцепт) оферти є юридично значущею дією, наслідком якої є виникнення між сторонами договору. 
Розрізняють два види оферти: тверду і вільну.
Тверда оферта — це документ, у якому надається письмова пропозиція на продаж або купівлю  визначеного товару або послуг, надісланий продавцем одному можливому покупцеві, де вказуються суттєві умови майбутнього контракту й визначено строк дії оферти.
Вільна оферта — це документ, який може бути виданий на одну й ту саму партію товару кільком можливим покупцям; не зв'язує продавця своєю пропозицією і не встановлює строк для відповіді.
Якщо оферту не було прийнято обома сторонами, то одна із сторін може надати іншій контроферту з викладенням свого бачення співробітництва.
В повсякденній діловій практиці України поширеним прикладом оферти є "рахунок-фактура". За запитом покупця продавець формує та надсилає "рахунок-фактуру", в якій зазначає перелік товарів, кількість, ціну та інші комерційні умови: ті, що належать до істотних умов договору як необхідних з точки зору закону для укладення договору, а також ті, що з якихось причин є важливими для контрагентів. Найчастіше при цьому передбачається, що для виконання поставки покупець має сплатити авансом суму зазначену у рахунку-фактурі або її частину. Такий "рахунок-фактура" є офертою, а оплата рахунку - дією, яка свідчить про прийняття покупцем умов рахунку, тобто є акцептом шляхом вчинення дій. 
Менш поширеною формою оферти в Україні є Замовлення на закупівлю, які покупець направляє постачальнику.

## Законодавче визначення
Цивільний Кодекс України термін «оферта», розшифровує як пропозицію укласти договір. Для опису дій сторін та суті оферти відведена стаття 641 «Пропозиція укласти договір»:
1. Пропозицію укласти договір (оферту) може зробити кожна із сторін майбутнього договору. Пропозиція укласти договір має містити істотні умови договору і виражати намір особи, яка її зробила, вважати себе зобов'язаною у разі її прийняття.
2. Реклама або інші пропозиції, адресовані невизначеному колу осіб, є запрошенням робити пропозиції укласти договір, якщо інше не вказано у рекламі або інших пропозиціях.
3. Пропозиція укласти договір може бути відкликана до моменту або в момент її одержання адресатом.
4. Пропозиція укласти договір, одержана адресатом, не може бути відкликана протягом строку для відповіді, якщо інше не вказане у пропозиції або не випливає з її суті чи обставин, за яких вона була зроблена.

## Управління бізнес-пропозиціями
Управління пропозиціями представляє величезний виклик для відділів продажів і маркетингу. Багато усталених методів управління погано підходять для вирішення більш широких питань, пов’язаних із виробництвом і наданням пропозицій. У цих випадках організації часто покладаються на аутсорсинг, визначаючи менеджера пропозицій для підтримки їхніх потреб у розробці пропозицій.
Деякі автори посилаються на ключові етапи процесу управління пропозиціями, використовуючи кольорові коди для позначення етапних рецензій, наприклад, рецензування в чорному капелюсі. Асоціація професіоналів з управління пропозиціями (APMP) називає чорну перевірку незалежною перевіркою стратегій і пропозицій, які, ймовірно, висунуть конкуренти.
Невід'ємним процесом управління пропозицією є рішення про те, чи подавати заявку, яке підкріплюється планом захоплення.
Також існує тенденція до використання програмного забезпечення для керування пропозиціями, яке дозволяє користувачам швидко та легко створювати пропозиції, співпрацювати з членами команди, а також відстежувати та аналізувати залучення клієнтів.

## Зноски
1. ↑  Цивільний кодекс України |  від 16.01.2003 № 435-IV (Сторінка 1 з 21). zakon4.rada.gov.ua. Процитовано 7 січня 2017.
2. ↑  Black Hat Reviews: Analysis of the Competition. Allied Proposal and Contract Management. Архів оригіналу за 15 червня 2021. Процитовано 30 грудня 2020.
3. ↑  Newman, Larry (24 травня 2008). Capture Planning (PDF) (Подкаст). Association of Proposal Management Professionals, Inc. Архів оригіналу (PDF) за 22 листопада 2021. Процитовано 9 травня 2020.